# Коэн, Ицик
И́цик Ко́эн (ивр. איציק כהן‎; полное имя — Ицха́к Ко́эн, ивр. יצחק כהן‎; род. 18 апреля 1977, Иерусалим, Израиль) — генерал-майор Армии обороны Израиля, нынешний глава Оперативного управления Генерального штаба Армии обороны Израиля (с июля 2025 года).

## Биография
Коэн родился и вырос в Иерусалиме.
В 1995 году был призван на службу в Армии обороны Израиля, где начал службу в батальоне «Ротем» пехотной бригады «Гивати». По завершении базовой боевой подготовки, курса командиров отделений и курсов офицеров сухопутных войск возглавил взвод в батальоне «Ротем», а затем и роту в батальоне. С 2002 по 2003 год командовал военно-инженерной ротой разведбатальона бригады, руководил ротой в ходе боевой деятельности в секторе Газа во время Второй палестинской интифады.
С 2006 по 2007 год был заместителем командира разведбатальона бригады «Гивати», затем вышел на учёбу в Межвойсковом колледже полевого и штабного командного состава. С 2008 по 2009 год был командиром оперативного отдела (ивр. קצין אג"ם‎) бригады, в том числе в ходе операции «Литой свинец» в секторе Газа.
В 2009 году был повышен в звании до подполковника (сган-алуф) и назначен командиром батальона «Цабар» бригады «Гивати». Занимал эту должность до 2011 года, а с 2011 по 2012 год возглавлял отделение городского боя в Командовании сухопутных войск. С 2012 по 2014 командовал учебной базой бригады «Гивати». В ходе операции «Нерушимая скала» в секторе Газа присоединился к боевым действия в качестве офицера в штабе командира бригады.
23 октября 2014 года был повышен в звании до полковника (алуф-мишне) и назначен командиром территориальной бригады «Ха-Арава», находился на посту до расформирования бригады ввиду её слияния с бригадой «Эйлат» (ныне бригада «Йоав») в июне 2016 года. С 5 июля 2016 по 6 августа 2018 года командовал территориальной бригадой «Йехуда» (ивр. חטמ"ר יהודה‎), ответственной за южную часть Западного берега реки Иордан, включая город Хеврон. С 2018 по 2019 год находился на учёбе в Колледже национальной безопасности Армии обороны Израиля.
С 14 июля 2019 по 7 июля 2021 года возглавлял бригаду «Гивати». По окончании должности был повышен в звании до бригадного генерала (тат-алуф).
4 августа 2021 года вступил на пост командира территориальной дивизии «Эдом». С 18 мая по август 2022 года параллельно временно исполнял обязанности командира резервной бронетанковой дивизии «Синай». В июне 2023 года получил выговор от командования вследствие теракта, совершённого египетским полицейским на израильско-египетской границе 3 июня 2023 года, в результате которого погибли три израильских военнослужащих; в соответствии с внутренним армейским расследованием Коэн и другие лица несли общую ответственность за инцидент, и конкретно Коэн нёс ответственность за отсутствие должного контроля за соблюдением предписанных инструкций. Командовал дивизией «Эдом» до 6 августа 2023 года.
20 сентября 2023 года Коэн вступил на должность командира бронетанковой дивизии «Ха-Плада».
В ходе массового вторжения боевиков ХАМАС из сектора Газа в Израиль, начавшегося 7 октября 2023 года, дивизия под руководством Коэна получила распоряжение занять линию обороны вдоль 232-й трассы, параллельной границе с сектором, и оборонять территории на восток от трассы. В ходе вторжения Коэн командовал силами дивизии в боях вокруг сектора Газа, в том числе направил силы бригады «Иквот ха-Барзель» на поддержку противостояния с боевиками в городе Сдерот, а также, осознав неспособность сил дивизии Газа, на которую была возложена задача обороны территорий на запад от 232-й трассы, вести боевые действия, направил силы бригады «Гивати» на бой с боевиками, проводившими резню в кибуцах Нахаль-Оз, Кфар-Аза и Кисуфим и в мошаве Яхини, в то время как силы бригады «Нахаль» под командованием дивизии вели, помимо прочего, бои около кибуца Керем-Шалом. В ходе боёв Коэн назначил своего заместителя полковника Яира Цукермана командиром бригады «Нахаль» вместо павшего командира бригады полковника Йехонатана Штейнберга.
В дальнейшем дивизия под командованием Коэна приняла интенсивное участие в начавшейся в октябре 2023 года войне в секторе Газа, став первой дивизией, силы которой были введены с севера сектора в рамках начавшегося в конце октября 2023 года сухопутного манёвра. На первых стадиях манёвра силы дивизии, включающие силы пехотных бригад «Гивати» и «Нахаль», бронетанковой бригады «Иквот ха-Барзель» и артиллерийской бригады «Амуд ха-Эш», провели удары по ряду укреплений организации ХАМАС, включая базу Подразделения 17, «оборонный квартал» в городе Газа, форпосты «Бадер» и «Аскалан» и укрепление боевиков в больнице «Рантиси», по пути уничтожая туннели и прочие инфраструктурные сооружения противника, а также провели бои в лагере беженцев Шати и в городе Газа. Силы дивизии под командованием Коэна также вступили в бои в городе Джебалия, зачистив территорию города от боевиков в декабре 2023 года.
В январе 2024 года дивизия под руководством Коэна приняла под свою ответственность трассу Нецарим в центральной части сектора Газа (переданную под контроль сил бригады «Нахаль» под командованием дивизии) и в последующие месяцы продолжала удерживать северную часть сектора Газа и проводить рейды окружающих территорий, включивших атаку квартала Зейтун города Газа, захват подземной серверной фермы ХАМАС под штабом БАПОР в квартале Рималь города Газа, рейд на занятую боевиками больницу «Аль-Шифа» и рейд на лагерь беженцев Нусейрат. В мае 2024 года силы дивизии под командованием Коэна перешли в наступление на Рафах на юге сектора Газа, в ходе операции были уничтожены основные силы боевиков в городе и взорваны около 200 туннелей боевиков ХАМАС, в том числе туннели, ведущие на территорию Египта. В октябре 2024 года силы дивизии под командованием Коэна вернулись на север сектора Газа и провели военные действия в городах Джебалия и Бейт-Лахия.
Силы дивизии действовали в секторе Газа в течение около 15 месяцев до смены дивизией «Синай» 17 февраля 2025 года.
5 марта 2025 года генерал-лейтенант Эяль Замир, вступивший на пост Начальника Генштаба в тот же день, рекомендовал назначить Коэна на пост главы Оперативного управления Генерального штаба Армии обороны Израиля, и эта рекомендация была утверждена министром обороны Исраэлем Кацем. 6 апреля 2025 года Коэн передал командование дивизией «Ха-Плада» бригадному генералу Сагиву Дахану. 29 июня 2025 года Коэн был повышен в звании до генерал-майора, а 3 июля 2025 года вступил на должность главы Оперативного управления Генерального штаба Армии обороны Израиля, сменив на посту генерал-майора Одеда Басюка.

### Образование и личная жизнь
За время военной службы Коэн завершил учёбу в Межвойсковом колледже полевого и штабного командного состава, а также получил степень бакалавра Междисциплинарного центра в Герцлии (в области государственного управления) и степень магистра Хайфского университета в рамках обучения в Колледже национальной безопасности (в области политологии).
Женат на Хаве Коэн, отец четырёх детей. Проживает в кибуце Негба на юге Израиля.

## Публикации
- Коэн И. ניקולאי, לא אשכח אותך לעולם [Николай, я тебя никогда не забуду] (ивр.). Исраэль ха-йом (16 апреля 2018). Дата обращения: 18 мая 2025. Архивировано 17 марта 2025 года.
- Коэн И. נרגשים לקראת בואכם — בטוחים שתכריעו את המערכה הבאה [Взволнованы накануне вашего прибытия — уверены, что вы победите в следующей войне] (ивр.). Исраэль ха-йом (27 ноября 2020). Дата обращения: 18 мая 2025. Архивировано 17 марта 2025 года.